# Пјер Абелар
Пјер Абелар (фр. Pierre Abelard, лат. Petrus Abelardus; 1079 — Шалон сир Саон, 21. април 1142) био је француски теолог и филозоф, рођ. у околини Нанта, професор у Паризу, после калуђер. Аутор је дела Theologia christiana (Хришћанска теологија).
Абелар је био поборник рационализма и оснивач схоластичке теологије. Међутим, Абелара је његов пут довео до Сен Денија где је привукао мноштво ученика, међу њима и Елоизу. Након љубавне афере између Абелара и Елиозе, они су добили сина, после чијег су се рођења њих двоје тајно венчали. Њен разјарени заштитник осветио се тако што је унајмио плаћенике који су кастрирали Абелара. Након овог јавног понижења, Абелар се повукао у бенедиктински манастир у Сен Денију где је саставио књигу под називом Да и Не (лат. Sic et Non). Следећи ризично гесло „Сумњајући почињемо да преиспитујемо, а преиспитујући откривамо истину”, он је пружио одговор на 158 кључних питања хришћанске теологије.
Абеларово следеће дело Теологија о доктрини Светог Тројства, спаљено је као дело јеретика зато што је у њему непромишљено разобличио најсветију традицију опатије. Он је, насупрот устаљеном веровању, настојао да докаже да светац заштитник ове опатије и читаве Француске није био библијски Дени Атински (илити Дионисије Ареопагита) кога је у хришћанство превео Свети Павле. Монаси Сен Денија били су до те мере увређени да је Сиже, новоизабрани опат Сен Денија, дао Абелару неуобичајену дозволу да напусти опатију — под условом да не сме да постане монах ниједног другог манастира.
Он тврди да опште постоји у уму као појам. Опште није ни празан звук, али није ни ствар. Каже да је то појам, који мноштво појединачног повезује и организује у јединство, али тај појам постоји само ако га ум схвата (види реализам).
У филозофији је славан по свом логичком решењу проблема универзализма путем номинализма и концептуализма, и пионирству намере у етици. Често називан „Декартом из дванаестог века“, сматра се претечом Русоа, Канта и Спинозе. Њему се понекад приписује статус водећег претече модерног емпиризма.
У историји и популарној култури, најпознатији је по својој страственој и трагичној љубавној вези и интензивној филозофској размени, са својом бриљантном ученицом и коначном супругом, Елојзом Даржантеј. Он је био бранилац жена и њиховог образовања. Након што је Елојзу послао у самостан у Бретањи да је заштити од злостављања њеног нападног ујака који није желео да дозволи њихову љубавну везу, њега су кастрирали људи које је ујак послао. И даље сматрајући себе његовом супругом, иако су се обоје повукли у манастире након овог догађаја, Елојза га је јавно бранила када је његову доктрину осудио папа Иноћентије II и Абелар је стога сматран, у то време, јеретиком. Међу тим ставовима, Абелар је заговарао невиност жене која почини грех из љубави.

## Живот и каријера

### Младост
Абелар, првобитно са именом „Пјер ле Пале“, рођен је око 1079. у Ле Палеу, око 10 миља (16 км) источно од Нанта, у војводству Бретања, као најстарији син једне мале племићке породице Француске. Као дечак, брзо је учио. Његов отац, витез по имену Беренгер, подстакао је Абелара да проучава либералне уметности, при чему се истакао у уметности дијалектике (грани филозофије). Уместо да се посвети војној каријери, као што је то учинио његов отац, Абелар је постао академик.
Током својих раних академских дана, Абелар је лутао по Француској, дебатујући и учећи, тако да је (по сопственим речима) „постао налик перипатетику.“ Прво је студирао у области Лоаре, где је номиналиста Росцелин од Компјења, кога је Анселм оптужио за јерес, био његов учитељ током овог периода.

### Успон до славе
Око 1100. Абеларова путовања довела су га у Париз. Отприлике у то време променио је своје презиме у Абелар, понекад написано Abailard или Abaelardus. Етимолошки корен Абелара могла би бити средњефранцуска реч abilite ('способност'), хебрејско име Абел/Хабал (дах/таштина/фигура у Постанку), енглеска apple или латинско ballare ('плесати'). Име се у шали помиње као везано за свињско сало, као у претераном („масном“) учењу, у секундарној анегдоти у којој се помињу Аделард из Бата и Питер Абелар (и у којој су збуњени да су једна особа).
У великој катедралној школи Нотр Дам (пре изградње садашње катедрале) учио је код париског архиђакона и мајстора Нотр-Дам Вилијама од Шампеа, каснијег епископа Шалона, ученика Анселма Лаонског (којег не треба мешати са Светим Анселмом), водећим заговорником философског реализма. Ретроспективно, Абелар приказује Вилијама као да се суздржао од одобравања непријатељства када је Абелар убрзо показао да је у стању да победи свог наставника у расправи. То је резултирало дугим дуелом који се на крају завршио падом теорије реализма коју је заменила Абеларова теорија концептуализма/номинализма. Док је Абеларова мисао била ближа Вилијамовој мисли него што би овај извештај могао да сугерише, Вилијам је сматрао да је Абелар превише арогантан. У то време Абелар је изазвао свађе са Вилијамом и са Росцелином.
Упркос противљења митрополитског учитеља, Абелар је основао сопствену школу, прво у Мелуну, омиљеној краљевској резиденцији, а затим се, око 1102–1104, ради директније конкуренције, преселио у Корбеј, ближе Паризу. Његово учење је било приметно успешно, али је стрес оптеретио његову конституцију, што је довело до нервног слома и путовања кући у Бретању на неколико година опоравка.
По повратку, после 1108. године, затекао је Вилијама како држи предавања у испосници Сент Виктор, недалеко од острва Сите, и тамо су поново постали ривали, при чему је Абелар оспоравао Вилијамову теорију о универзалијама. Абелар је још једном био победник, и он је скоро био у стању да стекне позицију наставника у Нотр Даму. За кратко време, међутим, Вилијам је успео да спречи Абелара да држи предавања у Паризу. Сходно томе, Абелар је био приморан да настави са својом школом у Мелуну, коју је тада могао да пресели, око 1110–12, у сам Париз, на висове Сент Женевјева, с погледом на Нотр Дам.